# Бартлетт, Лукас
Лу́кас А́ллен Ба́ртлетт (англ. Lucas Allen Bartlett; 26 июля 1997, Оверленд-Парк, Канзас, США) — американский футболист, центральный защитник клуба «Ди Си Юнайтед».

## Биография
Бартлетт учился в старшей школе Академия Сент-Джеймс, где четыре года играл за школьную футбольную команду, а в выпускном классе был назван лучшим игроком Канзаса по версии Gatorade и был включён во всеамериканскую символическую сборную по версии Национальной ассоциации футбольных тренеров Америки, а также был назван лучшим игроком оборонительного плана Канзаса. Кроме того он играл за аффилированную с клубом «Спортинг Канзас-Сити» команду «Спортинг Блу Валли».
В 2016 году Бартлетт поступил в Университет Лойолы в Чикаго. На первом курсе не принимал участия в матчах «Лойола Рамблерз». На втором курсе провёл за университетскую команду 18 матчей.
В 2018 году Бартлетт перевёлся в Университет Дрейка. За три сезона провёл за «Дрейк Буллдогз» 31 матч, забив три гола и отдав четыре голевые передачи. В сезоне 2020/21 был включён в первую символическую сборную Конференции долины Миссури.
Окончив Университет Дрейка со степенью бакалавра делового администрирования в мае 2021 года, Бартлетт прошёл просмотр в клубе «Атланта Юнайтед», но неудачно, после чего решил получить ещё одно высшее образование, поступив в Университет Сент-Джонс. За «Сент-Джонс Ред Сторм» забил пять голов и отдал три голевые передачи в 20 матчах. Был включён в первую символическую сборную Конференции Big East и во вторую символическую сборную региона по версии Ассоциации футбольных тренеров.
В 2018, 2019 и 2021 годах Бартлетт также выступал за клуб «Ко Валли» в Лиге два ЮСЛ.
11 января 2022 года на Супердрафте MLS Бартлетт был выбран в первом раунде под общим шестым номером клубом «Даллас». 28 января клуб подписал с ним однолетний контракт с опциями продления на сезоны 2023, 2024 и 2025. Большую часть сезона 2022 Бартлетт провёл в «Норт Тексасе», фарм-клубе «Далласа» в MLS Next Pro. За «Даллас» он дебютировал 19 апреля в матче Открытого кубка США 2022 против «Талсы». По окончании сезона 2022 «Даллас» отклонил контрактную опцию Бартлетта.
8 марта 2023 года Бартлетт подписал однолетний контракт с клубом «Сент-Луис Сити» с опциями продления на сезоны 2024 и 2025. 11 марта в матче против «Портленд Тимберс» он дебютировал в MLS, выйдя на замену в конце второго тайма вместо Джона Нелсона. По окончании сезона 2023 «Сент-Луис Сити» задействовал опцию продления контракта с Бартлеттом.
12 декабря 2023 года «Сент-Луис Сити» обменял Лукаса Бартлетта, Джареда Страуда и $300 тыс. в общих распределительных средствах «Ди Си Юнайтед» на Криса Деркина. За вашингтонский клуб он дебютировал 24 февраля 2024 года в матче стартового тура сезона против «Нью-Инглэнд Революшн».
Лукас — младший брат бывшего футболиста Алека Бартлетта.

## Статистика выступлений
| Выступление                  | Выступление      | Выступление      | Лига | Лига | Плей-офф | Плей-офф | Кубок | Кубок | Континент | Континент | Итого | Итого |
| Клуб                         | Лига             | Сезон            | Игры | Голы | Игры     | Голы     | Игры  | Голы  | Игры      | Голы      | Игры  | Голы  |
| ---------------------------- | ---------------- | ---------------- | ---- | ---- | -------- | -------- | ----- | ----- | --------- | --------- | ----- | ----- |
| Даллас                       | MLS              | 2022             | 0    | 0    | 0        | 0        | 2     | 0     | —         | —         | 2     | 0     |
| Норт Тексас (фарм-клуб)      | MLS Next Pro     | 2022             | 12   | 0    | 1        | 0        | —     | —     | —         | —         | 13    | 0     |
| Сент-Луис Сити               | MLS              | 2023             | 14   | 0    | 0        | 0        | 1     | 0     | 2         | 0         | 17    | 0     |
| Сент-Луис Сити 2 (фарм-клуб) | MLS Next Pro     | 2023             | 3    | 0    | 0        | 0        | —     | —     | —         | —         | 3     | 0     |
| Ди Си Юнайтед                | MLS              | 2024             | 1    | 0    | —        | —        | —     | —     | —         | —         | 1     | 0     |
| Всего за карьеру             | Всего за карьеру | Всего за карьеру | 30   | 0    | 1        | 0        | 3     | 0     | 2         | 0         | 36    | 0     |

Источники: Transfermarkt, Soccerway, Football Database EU.